# Hallvard Johnsen
Hallvard Johnsen (né le 27 juin 1916 à Hambourg, décédé le 6 novembre 2003 à Bærum, Akershus) est un compositeur norvégien.

## Biographie
Hallvard Johnsen étudie la flûte, la direction d'orchestre et la composition au conservatoire d'Oslo sous la direction de Bjarne Brustad, Karl Andersen et Per Steenberg (en) de 1930 à 1941, puis étudie plus tard avec Vagn Holmboe à Copenhague. De 1947 à 1973, il est flûtiste solo de l'orchestre militaire à Oslo.
Il a composé 24 symphonies, deux ouvertures, deux concertos pour violon, un concerto pour trompette, une suite pour orchestre, des œuvres de musique de chambre, des œuvres pour piano, trois opéras (parmi lesquels figurent les Legenden om Svein og Maria d'après le roman du même nom d'Alfred Hauges, 1971), des cantates, un oratorio et des chansons.